# (10175) Aenona
(10175) Aenona ou (10175) Ænona est un astéroïde de la ceinture principale.

## Description
(10175) Aenona est un astéroïde de la ceinture principale. Il fut découvert le 14 février 1996 à Višnjan par Korado Korlević et Damir Matković. Il présente une orbite caractérisée par un demi-grand axe de 2,27 UA, une excentricité de 0,13 et une inclinaison de 5,7° par rapport à l'écliptique.
Il est nommé d'après Aenona, le nom antique de la ville de Nin, en particulier de son observatoire antique.

## Compléments